# Gauido
Gauido är en ö i Sydkorea.   Den ligger i provinsen Södra Chungcheong, i den västra delen av landet, 130 km sydväst om huvudstaden Seoul. Arean är 3,1 kvadratkilometer.
Terrängen på Gauido är platt. Öns högsta punkt är 167 meter över havet. Den sträcker sig 2,8 kilometer i nord-sydlig riktning, och 3,8 kilometer i öst-västlig riktning.